# Japanska
Japanska (日本語, nihongo; uttal (fil)) är det officiella språket i Japan. Japanska talas av lite över 128,3 miljoner människor och det är världens 13:e mest talade språk. Språket tillhör den japoniska språkfamiljen. Djupare släktskap än så är omtvistat.
Japanskan är baserad på 50 stavelser samt modifikationer och kombinationer dem emellan. Totalt förekommer 5 vokalljud och 21 konsonantljud.
Det vanligaste provet i japansk språkförmåga är JLPT (engelska, Japanese Language Proficiency Test).
Japans grundlag nämner inte japanska som statens officiella språk. Språket är dock ett officiellt språk i den palauiska delstaten Angaur vid sidan av palauiska och engelska enligt delstatens grundlag. Språket har också cirka 45 000 talare i Hawaii där det är delstatens tredje mest talade språk (exklusive engelska). De första japanerna anlände till Hawaii år 1885, och i dagens läge har cirka 14 % av befolkningen i delstaten japanska rötter.

## Skriftspråk

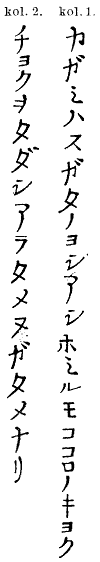
Japanskt
ordspråk kol1. ”鏡は姿の良し悪しを見るも心の清く”

Japanskan har tre olika skriftspråk med olika användningsområden: kanji (tecken med kinesiskt ursprung), hiragana (stavelseskrift som används främst för inhemska ord) och katakana (stavelseskrift som används främst för lånord och utländska ord). Därtill används rōmaji (latinska bokstäver), arabiska siffror (arabia sūji) samt andra internationellt använda symboler.

### Kanji
Det första japanska skriftspråket var i princip identiskt med den kinesiska bildskriften, som en följd av en omfattande import av kultur och begrepp från Kina. Det beräknas att hälften av det japanska ordförrådet är baserat på kinesiska ord. De kinesiska tecknen fick i japanskan namnet kanji (’tecken från Kina’).
Kanji är ett skriftspråk av betydelsebärande kinesiska tecken. Kanji är ursprungligen inlånade från kinesiskan i olika omgångar och varje tecken kan därför ha en eller flera betydelser och ofta flera uttal. Japanska och kinesiska är helt olika språk och många tecken har lånats in baserat på uttalet, där betydelserna kan skilja sig helt mellan språken (on’yomi), och andra har lånats in baserat på betydelsen (kun’yomi).

### Kana
Huvudartikel: Kana
Hiragana och katakana, som tillsammans kallas kana, är fonetisk stavelseskrift, där ett tecken motsvarar en mora.

#### Katakana
Katakana används främst för att skriva lånord som fortfarande uppfattas som utländska. Det används även som ett slags kursivering och för att ersätta vissa kinesiska kanji för ord som ursprungligen lånades in med skriften från Kina och fortfarande kan skrivas med kanji, men som numera anses för avancerade.
Katakana används också till att skriva namn av olika slag.

#### Hiragana
Hiragana återger grammatiska ändelser och inhemska ord för djur och växter med mera. Hiragana kombineras i skrift med kanji, där blandningens proportioner kan variera, beroende på vem som skriver och vilken typ av text det rör sig om. En barnbok innehåller till exempel övervägande hiragana.

### Rōmaji
Huvudartikel: Rōmaji
Rōmaji är det japanska namnet på latinsk skrift. Vid bruk av rōmaji på japanska rör det sig ofta om en transkribering av de andra skriftsystemen till det latinska alfabetets romerska bokstäver. En japansk text kan i princip i sin helhet skrivas med något av de rōmajisystem som är i bruk. Vissa utländska koncept (tröjstorlekar, AM/PM, romerska siffror) och förkortningar (CD, DVD) skrivs även i Japan med västerländska tecken, liksom en del firmanamn (NTT, NHK). I dessa fall är inte rōmaji en transkribering. Till exempel står TT i NTT för ”Telegraph and Telephone”, som skrevs med rōmaji från början. TV‐reklam heter på japanska CM (uttalas shiem), vilket har sitt ursprung i förkortningen för Commercial Message.
Rōmaji ska inte förväxlas med Arabia sūji (アラビア数字, arabiska siffror).

### Stöd i datorer

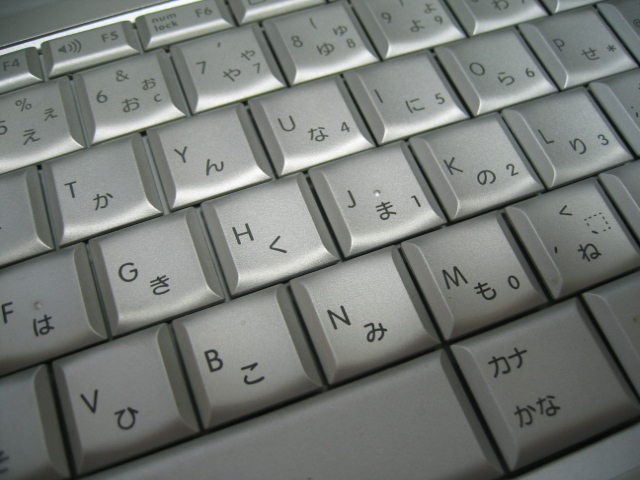
Hiragana på tangenterna på en japansk dator.

I datorer brukar man tilldela en byte, i princip motsvarande ett tal mellan 0 och 255, till varje tecken när man lagrar text. Japanska har dock så många tecken att det inte räcker, utan flera byte behövs per tecken. Den först använda kodningen, JIS X 0201, använde ändå en byte per tecken, men stödde bara Katakana och engelska. Senare har flera inbördes kompatibla och inkompatibla standarder införts. Den mest använda är Shift JIS som stödjer alla japanska tecken utom vissa ovanliga, men inget mer språk utöver engelska. Under 2000‐talet håller Unicode, som stödjer alla språk i en enda standard, på att ta över.
För att mata in kanji på ett tangentbord brukar man få ange uttalet med hjälp av katakana eller hiragana, och så räknar datorn ut vilket tecken som avses (vid tryckning på en särskild kanji‐tangent). Katakana eller hiragana finns direkt på japanska tangentbord, även om man behöver använda särskilda tangenter för att växla mellan katakana, hiragana och rōmaji.
I japanska mobiltelefonmeddelanden sker i regel inmatningen med hjälp av hiragana, varefter man kan modifiera resultatet med extratryckningar.

## Uttal

### Vokaler och konsonanter
I japanskan finns ungefär 46 uttalsstavelser, uppbyggda av 5 vokalljud och 10 konsonanter.
Stavelserna slutar alltid med vokal, med undantag från ”n”, som utgör en ensam mora i slutet av en stavelse. I det japanska språket staplar man inte konsonantljud efter varandra, vilket leder till att extra vokaler, mestadels u, skjuts in i främmande ordlån. I talspråk försvinner dock ofta u‐ljud som står mellan tonlösa konsonanter (som k, t och s).
|   | a   | i   | u   | e  | o  |
| - | --- | --- | --- | -- | -- |
|   | あ  | い  | う  | え | お |
| k | か  | き  | く  | け | こ |
| s | さ  | し1 | す  | せ | そ |
| t | た  | ち2 | つ3 | て | と |
| n | な  | に  | ぬ  | ね | の |
| h | は  | ひ  | ふ4 | へ | ほ |
| m | ま  | み  | む  | め | も |
| y | や  |     | ゆ  |    | よ |
| r | ら  | り  | る  | れ | ろ |
| w | わ  | ゐ  |     | ゑ | を |
| N | ん5 |     |     |    |    |

- 1shi, inte si
- 2chi, inte ti
- 3tsu, inte tu
- 4fu, inte hu (f:et i ”fu” uttalas som en enkel utblåsning med användning av läpparna, inte tänderna. Om tänderna används i en utblåsning så bildas det traditionella f‐ljudet, och eventuellt v‐ljudet vilket också är fel uttal för ”fu”.)
- 5Uttalas som ett vanligt n utan vokal

Kommentarer:
ゐ (wi) och ゑ (we) används sedan 1946 normalt inte i modern japanska. Båda förekommer dock i ett fåtal ord och verkar vara på väg tillbaka i skriftspråket då båda har börjat användas i nyare ord; Evangelion‐filmerna skrivs i Japan numera som ヱヴァンゲリヲン (wevan’geriwon), ölet Yebisu skrivs med ヱ, och komediduon Yoiko stavar sitt namn med ゐ.
- を används bara som partikel för att t.ex. ange ett verbs direkta objekt och uttalas då som お.

Uttalsavvikelser:
- は uttalas wa då det används som partikel.
- へ uttalas e då det används som partikel.
- ん uttalas m då det står före m, b och p.

Några konsonanter kan modifieras med tecknet dakuten eller nigoriten ( ゙, i vardagligt tal ofta tenten), eller handakuten (゚, i vardagligt tal ofta maru):
- か ka → が ga
- た ta → だ da
- さ sa → ざ za
- は ha → ば ba
- は ha → ぱ pa

Konsonanterna ändras alltså till sina tonande varianter. Ibland sker detta i sammansättningar och upprepningar.

### Dialekter

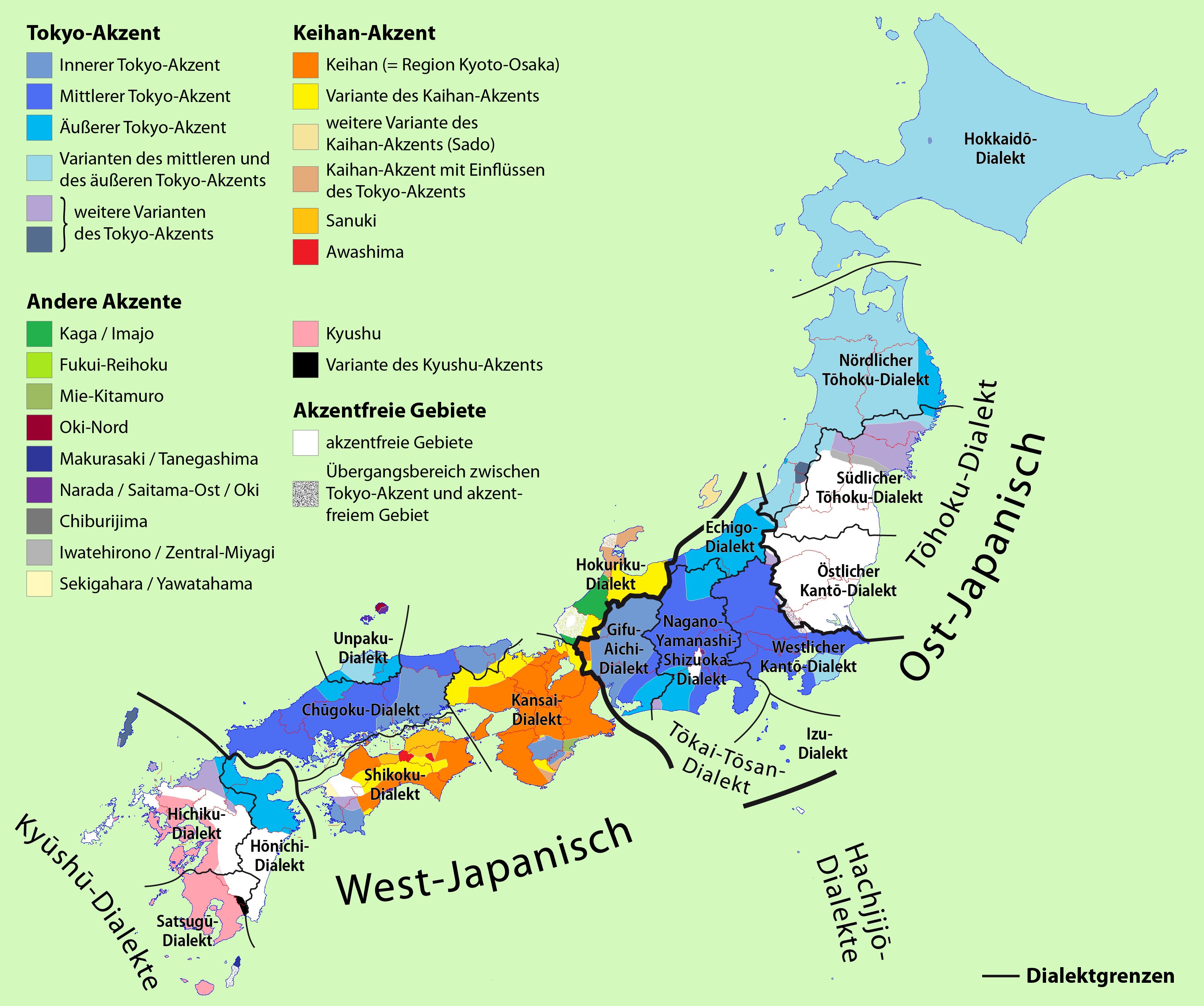
Karta (med tysk text) över dialekter i japanskan.

Japanskan är uppdelad i två huvuddialekter – östjapanska och västjapanska. Gränsen mellan de båda går vid/väster om Nagoya. Östjapanskan är till stor del baserad på Tokyo‐accenten, medan delar av västjapanskan (främst Kansai/Kinki‐regionen och ön Shikoku) är präglad av den annorlunda Keihan‐accenten.
Dialekterna skiljer sig typiskt åt bland annat gällande böjningsmorfologi, ordförråd och ton. Ryūkyū, en grupp dialekter som talas på öar i sydöstra delar av Japan, är så olik standardjapanska att de ur ett lingvistiskt perspektiv numera vanligen klassas som ett eget språk. Talare i denna dialektgrupp har även svårt att förstå talare av andra dialekter i samma grupp. Att Ryukyu‐dialekterna numera klassas som egna språk har lett till att de tillsammans med standardjapanskan anses bilda en egen språkfamilj under namnet ”japoniska språk”.
Området runt Osaka, Kyoto och Kobe – Kansai eller Kinki – har en dialekt med tydliga olikheter gentemot dialekten i Tokyo. Bland annat använder man i stor utsträckning andra partiklar (fogeord som läggs till orden i en meningsbyggnad). Denna dialekt var länge basen för standardjapanskan, på den tid då Japans huvudstad (Nara eller Kyoto) var belägen i området.

## Grammatik

### Uppbyggnad
Japanskans ordföljd är ganska fri förutom att predikatet alltid måste komma sist i en sats. Oftast följs ordföljden för SOV‐språk, det vill säga ett språk där satser byggs upp efter ordföljden subjekt–objekt–verb till skillnad från svenska, som följer ordföljden subjekt–verb–objekt. En mening som ”hon köpte bil” blir med japansk ordföljd ”kanojo wa kuruma wo kaimashita” – ”hon (temapartikel) bil (ackusativpartikel) köpte”.

### Utelämnande av subjekt
Japanskan är ibland fåordig i fråga om vem som gör vad och vad som är vad. Japaner som pratar om ett ämne behöver oftast inte nämna samma sak igen då det är känt hos lyssnaren vad ämnet är.
Fråga
- 何をする？　”Nani wo suru?” ”Vad görs?” (Vi vet inte vem som gör vad, om det inte är uppenbart i sammanhanget, som att säga ”hur är läget?” istället för ”hur är läget med dig?”)
- ユトは何をする。　”Yuto wa nani wo suru?” ”Vad gör Yuto?” (Här framgår det att Yuto är samtalsämnet)

Svar
- 食べる　”Taberu” ”Äter” (Vi vet inte vem som äter, om det inte är uppenbart i sammanhanget)
- ユトは食べる　”Yuto wa taberu” ”Yuto äter” (Vi vet vem och vad hon gör)

Japanskan har inte, som i de germanska språken, krav på subjekt. Formellt eller opersonligt subjekt som ”det” existerar inte. ”Det regnar” skulle i japanska uttryckas som ”regn faller” (”ame ga furu”). I de fallen då subjektet utelämnas helt avgörs betydelsen av sammanhanget.
En språkform som används i artigare sammanhang, bland annat inför främlingar, är ”masu‐formen”; detta innebär att en del av ändelsen till ett verb enligt specifika ändelseregler ersätts med ändelsen ~ます. För verben i ovanstående exempelfraser gäller följande former:
する → します (”shimasu”)
食べる → 食べます (”tabemasu”)
降る → 降ります (”furimasu”)

### Partiklar
Partiklar är i japansk grammatik suffix eller småord som följer på substantiv, verb, adjektiv eller satser för att markera vilken funktion ett ord har eller för att exempelvis göra påståendesatser till frågesatser.
I japanskan används partiklar för att tala om den semantiska innebörd det föregående ordet har (subjekt, objekt, tema) eller för riktning och plats, ungefär som svenskans prepositioner. Ibland hoppar talare över partiklar där lyssnaren är medveten om vad samtalsämnet är.

## Japanska lånord
Några japanska lånord i svenska språket är karaoke, sudoku, tsunami, futon och sushi.

## Släktskap

### Allmänt
Historiskt sett har japanska ansetts tillhöra en mängd olika språkfamiljer, bland annat sumeriska, indoeuropeiska, austroasiatiska språk, sinotibetanska språk, austronesiska språk och altaiska språk (huruvida den sistnämnda alls utgör en språkfamilj är omstritt). Numera  anses det tillhöra den japoniska språkfamiljen som också omfattar ryukyu‐språken, som traditionellt talas på Ryukyuöarna. Till dessa hör bland annat okinawianska och amami. Dessa språk är idag hotade av spridningen av japanska. Idag talar fler dialekten okinawiansk japanska än äkta okinawianska.
Förr klassificerade man på grund av japansk nationalism alla japoniska språk som dialekter av japanska, och förtryckte minoritetsspråken. Den japanska nationalismen ville se Japan som ett land med ett språk och ett enat folk. Lingvister behandlar ryukyu‐språken som separata språk och sakta börjar politiken ändras i Japan. Nu kan man studera okinawianska på universitet i Okinawa.
Andra numera tveksamma hypoteser har länkat japoniska språk till koreanska, eller ännu mer brett till en större altaisk språkfamilj som även i dess mer konservativa och mindre omfattade form (utan japanskan) är högst tvivelaktig . Koreanska och japanska är båda bland annat agglutinerande (syntetiska) och topikprominenta språk, de saknar genus, har rika system för tilltalsuttryck och har samma grundordföljd (SOV). Ofta görs just en jämförelse mellan koreanska och japanska för att påvisa eventuellt släktskap. Denna tanke lades fram så tidigt som 1717 av Arai Hakuseki och debatten har pågått sedan dess (Martin, 1966).

### Principer vid kategorisering
Det räcker dock inte att enbart fastställa släktskap genom strukturella likheter utan även systematiska överensstämmelser i ordförråden krävs. Vid en jämförelse av tyska och engelska, som tillhör samma språkgren (den germanska), kan man se mönster i exempelvis böjningen av verb som visar på ett gemensamt ursprung. Böjningen av många tyska verb, som exempelvis singen (sjunga), sang (sjöng), gesungen (besjungen), har systematiska likheter med engelskans, här sing, sang, sung.
Det är viktigt att minnas att likheter mellan språk inte behöver ha med ett gemensamt ursprung att göra. Det kan snarare handla om historisk kontakt språken emellan (exempelvis lånord – japanska består till cirka 50 procent av kinesiska lånord), universella tendenser men också att likheterna uppkommit av ren slump. Exempel på likheter som möjligen är slumpmässiga mellan språk är koreanskans manh‐i, engelskans many och finskans moni som alla har betydelsen många.

## Källhänvisningar
1. ↑  Ghosh, Iman (15 februari 2020). ”Ranked: The 100 Most Spoken Languages Around the World” (på amerikansk engelska). Visual Capitalist. https://www.visualcapitalist.com/100-most-spoken-languages/. Läst 24 juli 2021.
2. ↑  ”Glottolog 4.4 – Japanese”. glottolog.org. https://glottolog.org/resource/languoid/id/nucl1643. Läst 24 juli 2021.
3. ↑  ”参議院法制局” (på japanska). houseikyoku.sangiin.go.jp. https://houseikyoku.sangiin.go.jp/column/column068.htm. Läst 24 juli 2021.
4. ↑  ”The official language of Japan is not Japanese”. www.jluggage.com. https://www.jluggage.com/why-japan/official-language-japan-is-not-japanese.html. Läst 24 juli 2021.
5. ↑  ”Constitution of the State of Angaur: 9”. www.pacificdigitallibrary.org. http://www.pacificdigitallibrary.org/cgi-bin/pdl?e=d-000off-pdl--00-2--0--010-TE--4-------0-1l--10en-50---20-text-Japanese--00-3-1-00bySR-0-0-000utfZz-8-00&d=HASHa4b7077d472c4cdb9c8ddf.10&p=text. Läst 24 juli 2021.
6. ↑  ”HIGHLIGHTS FOR LANGUAGE SPOKEN AT HOME STATE OF HAWAII, 2009 TO 2013” (på engelska) (PDF). Hawaii State Data Center. 2015. https://files.hawaii.gov/dbedt/census/acs/ACS2013/ACS2013_5_Year/Other_Files/Highlights_2009_13_acs_lang_spoke_home_hi.pdf. Läst 1 juli 2022.
7. ↑  ”Feb 8, 1885 CE: Japanese Immigrants Arrive in Hawaii” (på engelska). National Geographic Society. https://education.nationalgeographic.org/resource/japanese-immigrants-arrive-hawaii. Läst 1 juli 2022.
8. ↑  Gunilla Lindberg-Wada, Stina Jelbring, Hiroko Kimura; Den japanska skriften: teori och praktik, Avdelningen för japanska vid Stockholms universitet, Stockholm (2007). ISBN 91‐7155‐315‐0
9. 1 2  ”japanska”. NE.se. Läst 13 juli 2014.
10. ↑  ”About typing in Japanese”. Blackberry.com. Läst 13 juli 2014. (engelska)
11. ↑  evangelion.co.jp. Läst 13 juli 2014. (engelska)
12. ↑  ”ヱビス,おいしちの秘密”. Sapporobeer.jp. Läst 13 juli 2014. (japanska)
13. 1 2  Goddard, C: ”The Languages of East and Southeast Asia”. 2005
14. ↑  Michiel Kamermans: ”Kansaiben (関西弁) and Oosakaben (大阪弁)”. Nihongoresources.com. Läst 13 juli 2014. (engelska)
15. ↑  ”Japanese language”. Britannica.com. Läst 13 juli 2014. (engelska)
16. 1 2  Robbeets, M: Arkiverad 4 mars 2021 hämtat från the Wayback Machine., 2004
17. ↑  ””An Introduction to Ryukyuan Languages”, Linguistic Dynamics Science Project, Shimoji, Michinori; Pellard, Thoma 2010”. Arkiverad från originalet den 5 juli 2016. https://web.archive.org/web/20160705132811/http://lingdy.aacore.jp/jp/material/An_introduction_to_Ryukyuan_languages.pdf. Läst 26 augusti 2017.
18. ↑  ”Assimilation Policy in Okinawa: Promotion, Resistance, and “Reconstruction” Steve Rabson 1996”. Arkiverad från originalet den 30 juni 2019. https://web.archive.org/web/20190630161946/http://www.jpri.org/publications/occasionalpapers/op8.html. Läst 26 augusti 2017.
19. ↑  ”Careful examination indicates that the established families, Turkic, Mongolian, and Tungusic, form a linguistic area (called Altaic)...Sufficient criteria have not been given that would justify talking of a genetic relationship here.” R.M.W. Dixon, The Rise and Fall of Languages (1997, Cambridge), pg. 32.
20. ↑  Andersson, L‐G: ”Språktypologi och språksläktskap.”, 2001
21. 1 2  Martin, S E: ”Lexical Evidence Relating Korean to Japanese.”, i Language, 42, 1966